# Lothringer Bergwerke

Das Lothringer Revier auf der Karte der Kohlenreviere in Frankreich

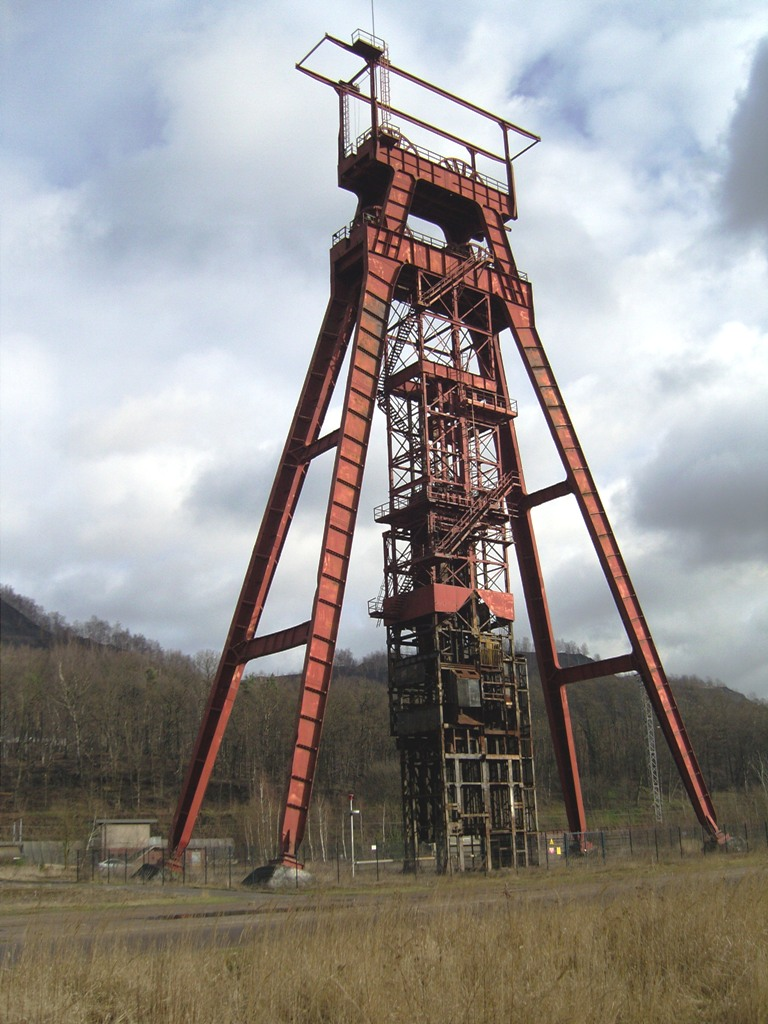
Schacht Sainte-Fontaine in Sankt Avold, 2007

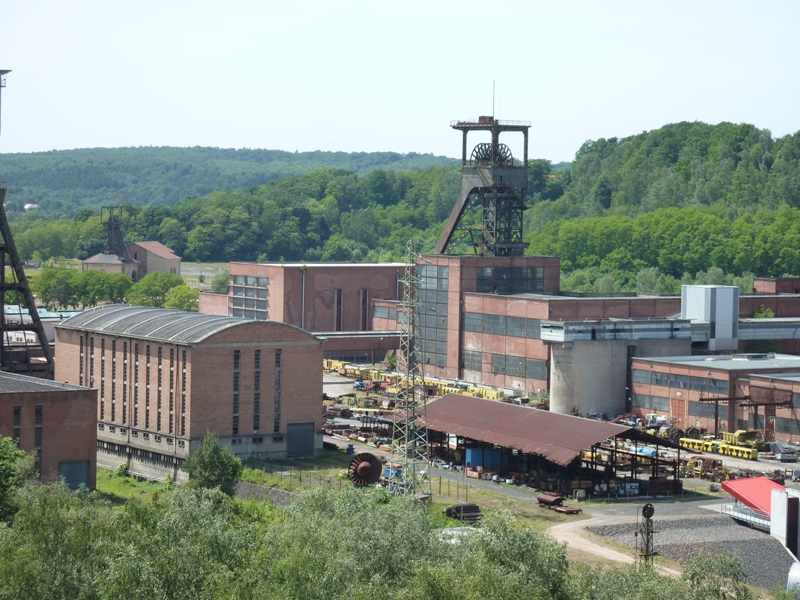
Bergbaumuseum in Kleinrosseln

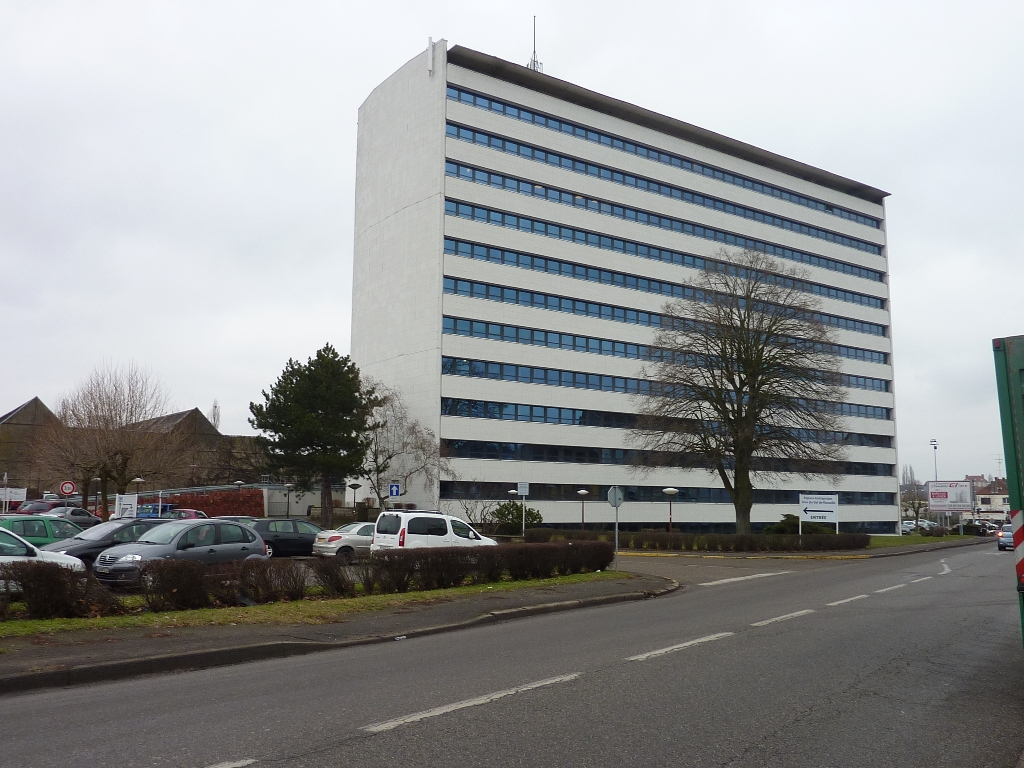
Hauptverwaltungsgebäude der H.B.L. in Merlenbach

Die Lothringer Bergwerke (französisch Houillères de Lorraine) sind im Gebiet des Lothringen-Saar-Nahe-Beckens angesiedelte Bergwerke. Obwohl bereits seit dem 16. Jahrhundert das Vorhandensein von Steinkohle bekannt ist, wird erst seit Beginn des 19. Jahrhunderts systematisch nach dem Rohstoff gegraben.
Das lothringische Kohlebecken befindet sich im Norden des Départements Moselle und umfasst eine Fläche von 49.000 ha. Es lässt sich grob durch das Dreieck Faulquemont–Villing–Stiring-Wendel begrenzen und umfasst etwa 70 Gemeinden. Zwischen 1818 und 1987 wurden an mehr als 58 Stellen Bergwerksschächte gebaut. Der Steinkohlenbergbau in Lothringen wurde 2004 beendet. Seitdem besteht in ganz Frankreich keine Steinkohleförderung mehr.

## Geschichte
Die Geschichte des Lothringer Bergbaus steht in enger Beziehung zum Bergbau im Saarland, denn die Vorkommen gehen unter der Erde ineinander über und sind nur durch die Landesgrenze politisch getrennt. Beschleunigt wurde die industrielle Erschließung, als Frankreich mit dem Zweiten Pariser Frieden 1815 die heute saarländischen Gebiete mit den bereits selbst erschlossenen Kohlefeldern verloren hatte und jetzt andere Kohlequellen suchen musste. Die enge Beziehung wird nicht nur durch gemeinsame Entstehungsgeschichte und räumliche Nähe bestimmt, sondern auch dadurch, dass sich die Landesgrenze im Laufe der Zeit mehrfach verschoben hat, die Verwaltung der Gruben sowie die Gesetzgebung mal deutsch und mal französisch war.
Im Jahre 1818 wurde in Schœneck das erste Bergwerk geteuft. Die dafür notwendige Lizenz war am 22. September des Jahres erteilt worden. Schon auf 80 und 120 Metern konnte man die Kohlegänge erreichen. Doch schon 1835 wurden die Arbeiten gestoppt, weil es immer wieder zu nicht kontrollierbaren Überschwemmungen kam. 1840 zogen sich die Investoren zurück. Ab Mitte der 1840er Jahre wurden neue Versuche unternommen, die zunächst nicht erfolgreich waren. 1846 erwarben Charles Wendel aus der Industriellenfamilie de Wendel, der aus Paris stammende Bankier Georges Tom Hainguerlot und der Freiherr von Hausen eine Konzession und gründeten 1850 eine Gesellschaft unter dem Namen Compagnie de l'Est und ab 1851 Compagnie nouvelle des Houillères de Stiring.
Bis 1863 wurden neun weitere Konzessionen mit einer Gesamtfläche von 19.000 ha vergeben, praktisch das gesamte zur Verfügung stehende Abbaugebiet.: S. 36 Alle Konzessionäre waren Kapitalgesellschaften, damit durch die Gesellschaftsform dem Unternehmen weiteres Kapital zufließen konnte.: S. 207
Neue Impulse bekam der Bergbau durch den Anschluss der Eisenbahn von Metz her, die wesentlich verbesserte Absatzbedingungen schaffte, sowie durch den Bau eines Stahlwerks in Stiring.
Nur in den vier Feldern Hochwald, Falck, Spittel und Karlingen begann daraufhin der Abbau von Kohle, wurde aber durch Unzulänglichkeiten in der Bergwerkstechnik behindert. Zu den Schwierigkeiten, die massive Deckschicht aus Buntsandstein und Muschelkalk zu durchbrechen, gesellten sich wiederholt Wassereinbrüche. Die erste Zeche mit Kohleförderung war in Petite-Rosselle, dazu kam ab 1860 Maximilian Pougnet et Cie. in Karlingen, die ab 1868 in Compagnie de la Moselle umbenannt wurde. Nummer drei war die Société houillère de St. Avold et l'Hôpital.
Nach dem verlorenen Deutsch-Französischen Krieg erfolgte 1871 der Anschluss Lothringens an das deutsche Reichsland Elsaß-Lothringen. 1872 wurde die Saar- und Mosel-Bergwerks-Gesellschaft (französisch Société des mines de Sarre et Moselle) mit Sitz in Metz gegründet, deren Kapitalgeber überwiegend aus Brüssel stammten, die die meisten Konzessionsfelder neu zusammenfasste und mit einem zusätzlichen Feld ergänzte. Die Fläche betrug jetzt über 15.000 ha. Die französischen Anteilseigner der alten Gesellschaft hatten sich nach der Annexion aus dem Unternehmen zurückgezogen und überließen die Geschicke den neuen Kapitalgebern. Zu den neuen Besitzern gehörten auch die Société Générale und die Banque Belge du Commerce et de l'Industrie. Erst 1883 erwirtschaftete man einen kleinen Überschuss, der jedoch von gestundeten Verzugszinsen der Vorjahre egalisiert wurde.: S. 38
Viele Anteilseigner trennten sich 1899 bereitwillig von ihren Anteilen, als die Dresdner Bank im Auftrag von Hugo Stinnes, August Thyssen und Graf Douglas eine Kaufofferte unterbreitete. Mit den neuen Inhabern kam der Erfolg: Die im Bergbau erfahrenen Unternehmer stabilisierten die Exploration der Saar- und Mosel-Bergwerks-Gesellschaft. Bis 1913, ein Jahr vor dem Ersten Weltkrieg, stieg die Fördermenge auf 3,8 Mio. t. Nach Kriegsende und der Rückkehr an Frankreich wurden die Anlagen beschlagnahmt und an französische Unternehmen übertragen.
In der Besatzungszeit ab 1940 wurden die Kohlenbergwerke wieder von deutschem Personal geleitet. Nach dem Zweiten Weltkrieg wurde im Rahmen der Reparationsleistungen und dem Sonderstatus des Saarlandes als Französisches Protektorat der Kohlenabbau mit den beiden Schächten Merlebach-Nord und Saint-Charles auf saarländisches „Staatsgebiet“ ausgedehnt. Der Abtransport von der nahe der französischen Grenze gelegenen Grube Merlebach-Nord erfolgte durch eine neu gebaute Eisenbahntrasse der Grubenbahn der HBL (Houillères du Bassin de Lorraine, verstaatlicht zum 28. Juni 1946), die auf der Strecke auch die französischen Bergarbeiter zum Grubenbahnhof Merlebach-Nord beförderte.
In den 2020er Jahren wird aus den alten Kohlegruben noch Kohleflözmethan (Gaz de couche) gefördert, außerdem wird die Förderung von Natürlichem Wasserstoff, der hier nachgewiesen ist, geprüft.
Die Bergbaureviere, bei denen die Ausbeutung abgeschlossen ist, verursachen zahlreiche Probleme. Das Wasser dringt in die Bergwerksanlagen ein und verursacht Bergsenkungen wie im zum Eisenerzrevier von Lothringen gehörenden Auboué in Meurthe-et-Moselle am 14. Oktober 1996. 2006 wurde ein Bergbaumuseum in Petite-Rosselle eröffnet.